# Спенсер, Рейн
Рейн Спенсер, графиня Спенсер (урожденная Маккоркодейл; англ. Raine Spencer, Countess Spencer; 9 сентября 1929 — 21 октября 2016) — британская светская львица и политик. Мачеха Дианы, принцессы Уэльской.

## Ранние годы
Родилась 9 сентября 1929 года в Лондоне. Единственная дочь писательницы Барбары Картленд (1901—2000) и капитана Александра Джорджа Маккоркодейла (1897—1964). Ее родители развелись в 1936 году, и её мать сразу же вышла замуж за двоюродного брата Александра, Хью Маккоркодейла, от которого у нее было два сына, Иэн и Глен.

## Графиня Дартмут
В 1947 году 18-летняя Рейн Маккоркодейл дебютировала в высшем обществе Лондона. У нее был успешный сезон: она не только была названа дебютанткой года, но и вышла замуж за наследника графства Джеральда Хамфри Легга (1924—1997). Рейн и Джеральд поженились 21 июля 1948 года. Он унаследовал титул виконта Льюишама в 1958 году и стал 9-м графом Дартмутом в 1962 году. У пары было четверо детей:
- Уильям Легг, 10-й граф Дартмут (род. 23 сентября 1949)
- Достопочтенный Руперт Легг (род. 1 января 1953)
- Леди Шарлотта Легг (род. 16 июля 1963)
- Достопочтенный Генри Легг (род. 28 декабря 1968)

После замужества леди Дартмут начала сильно интересоваться политикой. В 23 года она стала самым молодым членом Вестминстерского городского совета от консерваторов, работая из своего дома на Гровенор-сквер. Как леди Льюишам, а затем леди Дартмут, она оставалась в местном правительстве в течение следующих 17 лет. Она входила в комитеты по городскому планированию, паркам и персоналу Вестминстера, а позже была избрана представителем Льюишама Саута в Совете лондонского графства, затем Ричмонда-на-Темзе в Совете Большого Лондона. В этом качестве она проявляла особый интерес к экологическому планированию и древним зданиям. Она возглавляла Комитет по развитию Ковент-Гардена и правительственную рабочую группу на Конференции ООН по окружающей среде в Стокгольме.
В 1973 году она начала отношения с Джоном Спенсером, виконтом Элторпом (1924—1992), своим коллегой по комитету по архитектурному наследию. В результате в 1976 году граф и графиня Дартмут развелись.

## Графиня Спенсер

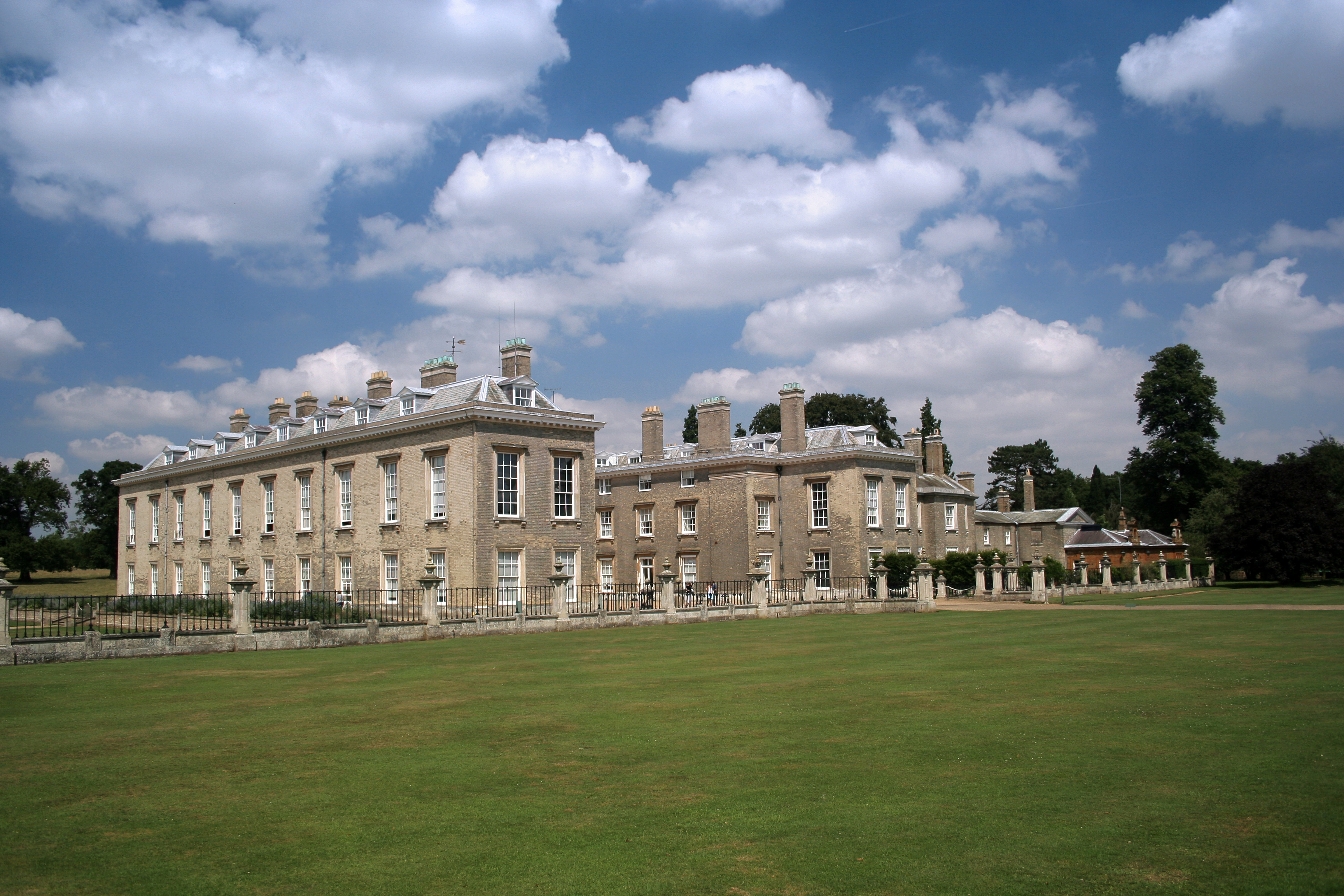
Элторп-хаус в Нортгемптоншире. Графиня Спенсер руководила масштабным проектом реставрации и косметического ремонта родового дома Спенсеров.

Виконт Элторп сменил своего отца на посту 8-го графа Спенсера 9 июня 1975 года. Граф Спенсер и Рейн, графиня Дартмут, поженились в Кэкстон-холле в Лондоне 14 июля 1976 года. Как графиня Спенсер, Рейн была непопулярна у своей падчерицы леди Дианы Спенсер и её братьев и сестёр, которые называли свою мачеху «Кислотная Рейн».
В 1978 году у лорда Спенсера произошло кровоизлияние в мозг. Его жена ухаживала за ним, и его выздоровление связано с ее заботой и преданностью в сочетании с использованием непроверенного лекарства. После болезни мужа леди Спенсер подверглась широкой критике со стороны прессы и защитников природы за косметический ремонт Элторпа, семейного поместья Спенсеров; считалось, что интенсивное использование новой позолоты и обоев не смогло компенсировать недостающие сокровища, которые включали, помимо собственности и земли, работы сэра Антониса ван Дейка и Томаса Гейнсборо, мебель, фарфор, серебро, золото и семейные документы были проданы для финансирования проекта и необходимой реставрации дома.
Граф полностью поддержал и помог своей жене перестроить Элторп и заняться сбором средств . Однако этого было недостаточно, чтобы помешать сыну и наследнику графа Спенсера, Чарльзу, виконту Элторпу (впоследствии 9-му графу) описать вкус своей мачехи в украшениях как «пошлость свадебного торта пятизвездочного отеля в Монако».
Лорд и леди Спенсер вели роскошный образ жизни, часто и щедро развлекались и много путешествовали. В феврале 1981 года они стали всемирно известны после помолвки падчерицы леди Спенсер Дианы с Чарльзом, принцем Уэльским.
Когда 29 марта 1992 года лорд Спенсер умер, у вдовствующей графини и ее бывших приемных детей были плохие отношения. Всего два дня спустя, 31 марта 1992 года, ее бывший пасынок — новый граф Спенсер — выгнал Рейн из особняка в Элторпе. Рейн не разрешили взять ни одного предмета, пока она не доказала, что этот предмет принадлежал ей, и все ее сотрудники были уволены без предупреждения.

## Графиня де Шамбрен
8 июля 1993 года Рейн Спенсер вышла замуж за третьего мужа, графа Жана-Франсуа Пинетона де Шамбрена (1936—2015), члена известной французской семьи, связанной с американской семьей Рузвельтов, после 33-дневных ухаживаний . Они поженились на гражданской церемонии в Лондоне.
Граф де Шамбрен ранее был женат на американке Джозали Дуглас, племяннице посла США в Великобритании Льюиса Уильямса Дугласа. В Британии графиню снова обвинили в вульгарности, когда выяснилось, что свадебные фотографии были проданы журналу Hello за предполагаемую сумму в 70 000 фунтов стерлингов. Диана, ее братья и сестры не присутствовали на свадебной церемонии. Именно в это время, хотя ни один из ее бывших приемных детей Спенсера не присутствовал на этой свадьбе, утверждалось, что между ней и принцессой Уэльской произошло сближение.
Брак с графом де Шамбрен был недолгим, и пара развелась в 1995 году. После свадьбы, названная графиней Жан-Франсуа Пинетон де Шамбрен, Рейн решила вернуться к своей прежней фамилии и стилю — Рейн, графиня Спенсер.

## Дальнейшая жизнь
Сообщается, что во время развода Дианы с принцем Чарльзом она и Рейн помирились и стали ближе, и их часто фотографировали встречающимися за обедом. Отношения Дианы с ее матерью Фрэнсис Шанд Кидд были натянутыми. Диана и её мать не общались несколько месяцев до смерти Дианы.
Рейн Спенсер скончалась в возрасте 87 лет после непродолжительной болезни 21 октября 2016 года . Никто из членов семьи Спенсер не присутствовал на ее похоронах. Через несколько месяцев после ее смерти некоторые ее вещи были проданы на аукционе Christie’s, который принес ее семье 1 905 938 фунтов стерлингов.